# Мелани Оливарес
Мелани Оливарес (на испански: Melani Olivares) е испанска актриса. Става известна на широката публика с ролята си на Пас в комедийния сериал „Аида“.

## Филми
- 8 citas – (2008)
- Shevernatze, un ángel corrupto – (2006)
- Agujeros en el cielo – (2004)
- No dejaré que no me quieras – (2002)
- Noche de Reyes – (2001)
- No te fallaré – (2001)
- Me da igual – (1999)
- La niña de tus sueños (1995)

## Сериали
- Leña al mono, que es de goma (1993)
- Éste es mi barrio (1995-1996)
- Más que amigos (1997)
- 7 живота (2000)
- Psicoexpress (2002)
- Policías, en el corazón de la calle (2002-2003)
- De moda (2005)
- „Аида“ – (2005 – )